# Station Mysłowice Brzęczkowice
Station Mysłowice Brzęczkowice is een spoorwegstation in de Poolse plaats Mysłowice.